# اشتوكن (تنالت)
اشتوكن هي إحدى مشيخات المملكة المغربية، تتبع جغرافيا لإقليم شتوكة آيت باها وإداريًا لتنالت. يقدر عدد سكانها بـ 1342 نسمة حسب الإحصاء الرسمي للسكان والسكنى لسنة 2004.